# Ангальт, Фёдор Астафьевич
Граф Фёдор Евстафьевич Ангальт (1732—1794) — русский военный педагог конца XVIII века, генерал-поручик, генерал-адъютант Екатерины II.

## Биография
Родился 10 (21) мая 1732 года; его отец, Вильгельм-Густав, наследный принц Ангальт-Дессауский (1699—1737), сын князя Ангальт-Дессау Леопольда I, женился на дочери купца Иоганне Софии Герре (1706—1795); поэтому дети, родившиеся от этого брака, потеряли титул принцев. Однако, младший брат его отца, принц Леопольд II в сентябре 1749 года пожаловал вдове своего брата и пяти её сыновьям фамилию Ангальт и графское достоинство Римской империи германской нации.
В 1747 году поступил в чине поручика в 10-й пехотный полк прусской армии, начальником которого был его дядя, Дитрих Ангальт-Дессауский, и стал его адъютантом в 1749 году. В 1750 году он стал адъютантом Леопольда II и в 1751 году привёз известие о его смерти в Берлин. В том же году он стал флигель-адъютантом короля Фридриха ІІ. Принимал участие во 2-й Силезской войне и во всех походах и сражениях Семилетней войны. После Пражской битвы он стал майором и генерал-адъютантом принца Генриха. После битвы при Колине стал командиром гренадерского батальона; в сражении при Моосе был тяжело ранен в руку и попал в плен к австрийцам. После возвращения из плена (обмен состоялся в 1758 году) опять поступил в прусскую армию и за отличие в сражении при Цорндорфе был награждён орденом «pour le merite». Произведенный, по заключении мира, в 1763 году, в полковники, он был назначен командиром Вильдауского пехотного полка.
В 1771 году стал генерал-майором, в 1776 году вышел в отставку. Два года спустя поступил на службу в Саксонскую армию генерал-лейтенантом и в войне за баварское наследство начальствовал всеми войсками саксонского курфюрста, действовавшими в союзе с прусским корпусом принца Генриха.
В 1783 году приглашён Екатериной II на службу в Российскую империю, куда в том же году и выехал, получив по прибытии чин генерал-поручика. Затем он был пожалован званием генерал-адъютанта Её Величества и назначен шефом Финляндского егерского корпуса при дивизии, находившейся в северных губерниях. Желая возможно ближе ознакомиться с новым отечеством, граф Ангальт просил позволения на путешествие по России, что и было разрешено ему под видом командировки, в качестве инспектора войск и для осмотра укреплений. Проведя в путешествии почти 3 года, объехав Россию до самых отдаленных её пределов, он запасся действительно драгоценными сведениями, в особенности по части состояния заведений для народного образования, развития торговли и промышленности, земледелия и многого другого.
В 1786 году Ангальт возвратился в Петербург, где, представив свои донесения императрице, в том же году был пожалован орденами Св. Александра Невского и Св. Андрея Первозванного и, вслед за тем, назначен генерал-инспектором войск, расположенных в окрестностях Петербурга, в Эстляндии и Финляндии; 8 ноября того же года он занял пост генерал-директора Сухопутного шляхетного кадетского корпуса (впоследствии — 1-й кадетский корпус). В одной из своих речей, сказанных при выпуске кадет из корпуса, Ангальт сказал: «Благоговейте к храму вашего воспитания. Да будут первым побуждением и первым началом всех ваших поступков: честность и доброе имя». Из воспитанников корпуса того времени наиболее известны: Иван Григорьевич Гогель, граф Карл Фёдорович Толь, М. Е. Храповицкий, И. С. Горголи, А. И. Хатов, А. Х. Востоков, С. Н. Глинка и М. В. Крюковский.
В звании президента Вольного экономического общества (с 28 октября 1788 года) граф Ангальт принимал деятельное участие в занятиях общества; не пропуская почти ни одного заседания, он посетил общество в последний раз за два дня до смерти, 20 мая 1794 года. Общество, в знак уважения к высоким душевным качествам своего президента, тотчас после его смерти поставило в зале мраморный бюст графа. По словам людей, близко его знавших, граф отличался широкой благотворительностью, на которую тратил все свои доходы.
Также он был кавалером орденов Св. Анны, Белого орла и Св. Станислава. С 1792 года он был иностранным членом Прусской академии наук.
Скончался 22 мая (2 июня) 1794 года. Похоронен был на лютеранском Волковом кладбище в Петербурге; на могиле, расположенной между Волковской и Средней дорогами, было установлено художественное надгробие.